# Henry Van Thio

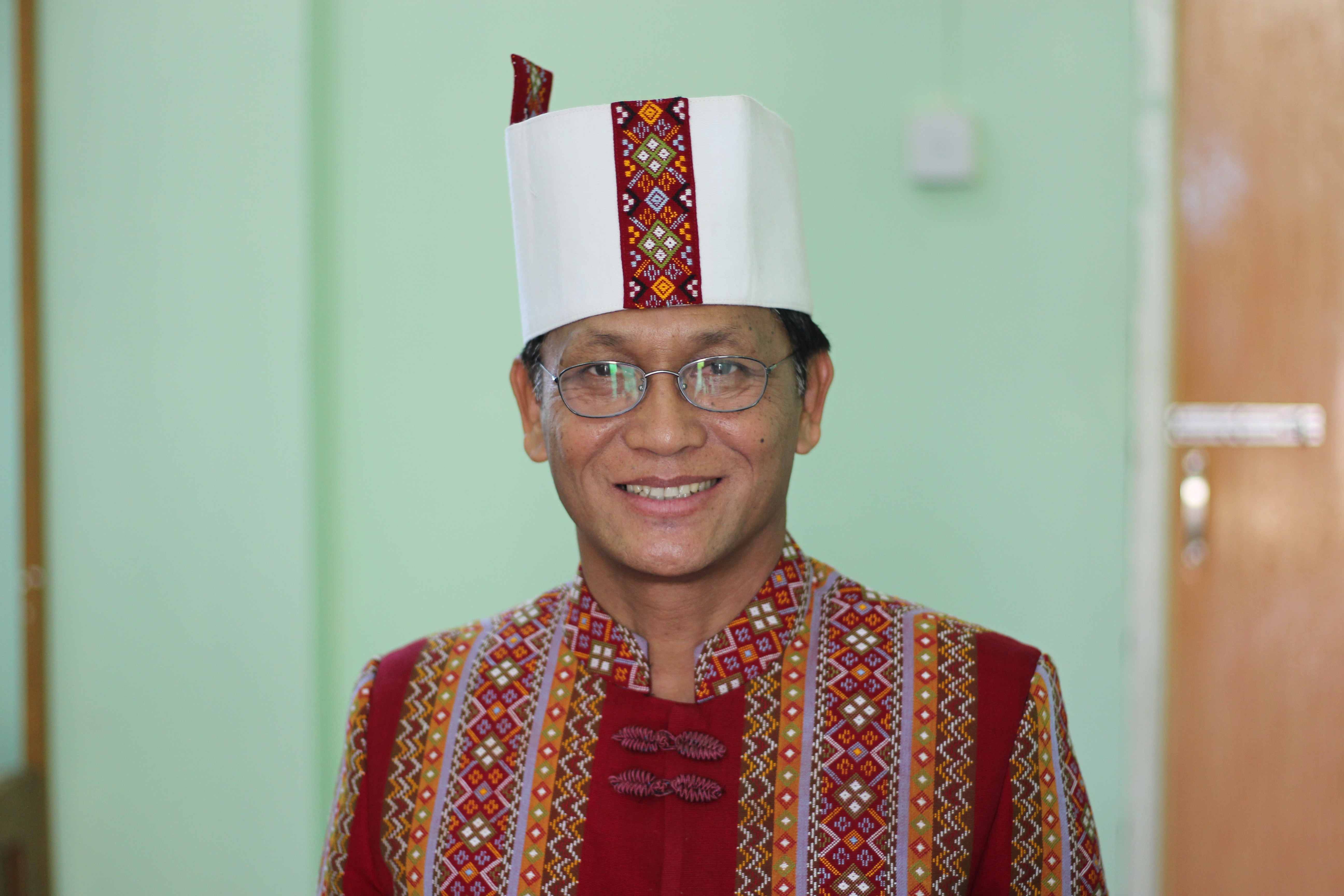
Henry Van Thio, 2016

Henry Van Thio, Burmesisch: ဟင်နရီဗန်ထီးယူ, (* 9. August 1958) ist ein myanmarischer Politiker und gewählter Vizepräsident von Myanmar.
Er gehört der tibeto-birmanischen Volksgruppe der Chin an und ist deren Abgeordneter im Haus der Nationalitäten, dem Oberhaus der Versammlung der Union, dem Zweikammerparlament von Birma (Myanmar).
Henry Van Thio wurde von der Partei Nationale Liga für Demokratie für die Wahl zum stellvertretenden Staatsoberhaupt nominiert. Er wurde am 16. März 2016 zum Zweiten Vizepräsidenten des neuen Staatsoberhauptes Htin Kyaw gewählt.
Henry Van Thio studierte an den Universitäten von Mandalay und Rangoon. Er ist Christ und ist verheiratet mit Shwe Lwan und hat drei Kinder.